# اکپینار، بورسکا
اکپینار، بورسکا (به لاتین: Akpınar, Borçka) یک منطقهٔ مسکونی در ترکیه است که در استان آرتوین واقع شده‌است.

## خصوصیات
اکپینار ۲۳۳ نفر جمعیت دارد.